# Troy Patton
Pour les articles homonymes, voir Patton.
Troy Jamieson Patton (né le 3 septembre 1985 à Spring, Texas, États-Unis) est un lanceur de relève gaucher de la  Ligue majeure de baseball. Il est présentement agent libre.

## Biographie

### Astros de Houston
Après des études secondaires à la Tomball High School de Tomball (Texas), Troy Patton est drafté le 7 juin 2004 par les Astros de Houston.
Après trois saisons en Ligues mineures, Patton débute en Ligue majeure le 25 août 2007 avec Houston.

### Orioles de Baltimore
Patton est échangé aux Orioles de Baltimore le 12 décembre 2007 à l'occasion d'un échange impliquant plusieurs joueurs.
Il est indisponible pour l'ensemble de la saison 2008 en raison d'une blessure à l'épaule gauche et doit se contenter d'évoluer en Ligues mineures au sein de l'organisation des Orioles en 2009. Il n'apparaît que dans un seul match des Orioles en 2010. En 2011, il effectue 20 sorties comme releveur et maintient une moyenne de 3 points mérités accordés par partie en 30 manches lancées. Il remporte deux victoires contre une défaite. Il reçoit le crédit d'un premier gain dans le baseball majeur le 13 septembre lorsque Baltimore l'emporte sur les Rays de Tampa Bay.
Il connaît une excellente saison 2012 avec une moyenne de points mérités de 2,43 en 55 manches et deux tiers lancées en 54 sorties au monticule. Il aide les Orioles à se qualifier pour les séries éliminatoires et lance deux manches au total en trois parties de la Série de division, où il n'alloue qu'un point aux Yankees de New York et retire 3 adversaires sur des prises. 
Sa moyenne de points mérités, à la hausse, se chiffre à 3,70 en 56 manches lancées en 56 sorties en 2013 pour Baltimore. Il amorce en 2014 une 5e saison chez les Orioles mais après 14 manches en 17 parties jouées, il a déjà accordé 8 points et encaissé une défaite. 

### Padres de San Diego
Le 24 mai 2014, Troy Patton passe des Orioles aux Padres de San Diego en échange du receveur Nick Hundley. Il ne lance que 7 manches et un tiers pour San Diego et conclut sa saison 2014 avec une moyenne de points mérités de 5,14 en 14 manches lancées au total, en 17 matchs pour les Orioles et les Padres.

## Statistiques
| Saison | Équipe    | G | GS | CG | SHO | V | D | SV | IP   | SO | ERA  |
| ------ | --------- | - | -- | -- | --- | - | - | -- | ---- | -- | ---- |
| 2007   | Houston   | 3 | 2  | 0  | 0   | 0 | 2 | 0  | 12.2 | 8  | 3,55 |
| 2010   | Baltimore | 1 | 0  | 0  | 0   | 0 | 2 | 0  | 0.2  | 1  | 0,00 |
| Totaux | Totaux    | 4 | 2  | 0  | 0   | 0 | 2 | 0  | 13.1 | 9  | 3,38 |

Note: G = Matches joués ; GS = Matches comme lanceur partant ; CG = Matches complets ; SHO = Blanchissages ; 
V = Victoires ; D = Défaites ; SV = Sauvetages ; IP = Manches lancées ; SO = retraits sur des prises ; ERA = Moyenne de points mérités.